# 長野業正
- 長野 業正
- 長野 業政

長野 業正 / 業政（ながの なりまさ）として知られる長野信濃守は、戦国時代の武将。上野国箕輪城主。関東管領山内上杉家の家臣。在原業平の後裔と称する。または、物部姓石上氏の系統とする説もある。なお、当時の古文書に登場する名義はいずれも受領名の「信濃守」であり、「業正」「業政」が実名である事を裏付ける文書は今のところ確認されていない。「業正」とする史料は『雙林寺伝記』『系図纂要』などがあり、「業政」とするものは長純寺記録、長昌寺記録などがある。

## 生涯
上野国群馬郡長野郷を拠点とする国衆・長野氏の出身。業正の父について、系図には長野憲業とするものとその弟・長野信業であるとするものが存在する。長年寺記録に、憲業は信業が上杉憲総の偏諱を受けて改名したのだとするものがあり、両者を同一人物とみる説もある。これに対して、黒田基樹は諏訪明尚（松井田諏訪氏）以外の憲業の弟の存在を確認できないとして、信業の実在を疑問視し、憲業の後を長野賢忠（厩橋長野氏）の弟である長野方業が入嗣し、業正はその子としている。
業正の生年は没年から逆算し、『名将言行録』の享年71歳説をとれば延徳3年（1491年）、長純寺所蔵書付に見える享年63歳説をとれば明応8年（1499年）となる。
業正の父もしくは伯父にあたる憲業は永正10年（1513年）4月に榛名満行権現巌殿寺に大戸城落城を祈願しておりその時点では健在だったことが確認されるが、系図によれば翌年に吾妻郡で戦死、その跡を継いだのは業正の兄・業氏だったとみられる。業氏は鷹留城を本拠とし、室田長野氏を継いだことから、弟の業正も本来室田長野氏の出身で箕郷長野氏を継承することになった可能性がある。
業正の発給したものとみられる天文4年（1535年）4月付の制札が榛名神社に残されているが、そこに見える花押は大永4年（1524年）の長野左衛門大夫方業書状（上杉家文書）と酷似している。このことから方業と業正を同一人物とみる説もあるが、方業の後継者となった業正が方業のものと似た花押を使用した可能性も考えられる。
『雙林寺伝記』によれば大永8年（1528年）に業正の甥にあたる白井長尾家の長尾景誠が暗殺されると、これに介入し総社長尾家の憲景を当主とした。この暗殺の背景には大永5年（1525年）に死去した関東管領・上杉憲房の跡を継いだ養子・憲寛と実子・憲政の抗争があるとみられ、業正は白井長尾氏を憲寛派に留めるために介入を図ったと考えられる。享禄2年（1529年）、憲寛方の長野氏らと、幼少の憲政を擁立した安中氏・小幡氏らとの間で合戦となり、憲寛方は敗れた（『本朝通鑑』）。業正は憲政に帰順し、その際に小幡氏に娘を嫁がせることで関係修復を図ったものとみられる。
天文10年（1541年）に武田氏の侵攻を受けて（海野平の戦い）上野国に逃れた真田幸綱を業正が受け入れたともされており、『加沢記』には業正が幸綱を平井城で上杉憲政に対面させた逸話があるほか、『名将言行録』では密かに武田氏のもとに向かおうとする幸綱を業正が見逃したばかりか馬を贈ったという逸話が伝えられる。
天文14年（1545年）から翌15年（1546年）にかけて上杉憲政が北条氏の河越城を包囲した河越城の戦いにも参戦したが、上杉方は北条氏康に大敗し、長子の吉業はこのときの戦傷がもとで戦死したとされる。とはいえこの合戦における長野氏の活動は記録に残っておらず、吉業の死去を天文21年（1552年）とする系図もある。
天文16年（1547年）、軍記物によれば笠原清繁への救援に出ようとする憲政を諌めたが聞き入れられず、業正が参加しなかった小田井原の戦いで憲政は信玄に敗北したと伝える。古文書類からも業正はこの戦いに不参加だったとみられるほか、武田信玄から業正へ内応の誘いもあり、この時期に業正と主君上杉憲政との間は微妙であったとみられる。
天文21年（1552年）、御嶽城が落ちて武蔵国を憲政が完全に失うと、箕輪長野氏は西上州の諸将とともに憲政から離反している。これにより憲政の馬廻衆も離反し、憲政は居城平井城を退去して沼田氏など上杉方の勢力が強い上野国北部へ逃れることになる。
江戸以降の軍記物では、天文20年（1551年）に憲政が越後に逃れたが、業正は上杉家に義理を立て北条氏には従わず、翌年に長尾景虎（上杉謙信）が上野に援軍として来るまで持ちこたえたという。その後も弘治3年（1557年）から甲斐国の武田信玄が西上野侵攻を開始すると、業正はただちに上野国人衆を糾合して2万余の大軍を編成。瓶尻において迎え撃ったが、緒戦で武田軍を圧倒しながらも諸将の足並みが揃わず、打ち負かされてしまう。しかし、ここで業正は殿軍を務めて度々武田軍の追撃を打ち払い退却戦を演じる。さらに居城・箕輪に籠城した業正は守りを固めて越後国の長尾景虎の後詰を請い、遂に武田方の侵攻を挫いた。その後も防衛戦を指揮し、野戦には勝てなかったものの、夜襲・朝駆けの奇襲戦法を用い武田方の6次にわたる侵攻を全て撃退したという。このように、主君であった憲政が北条氏康に敗れて上野を追われた後も、上杉家に義理を立て北条氏には従わず上野国の支配を崩さなかった忠臣と伝わる。しかしこれについては後世のイメージであり、同時代史料で裏づけがあるものではない。謙信の関東侵攻は永禄3年（1560年）、信玄の西上野侵攻は永禄年間の開始と、学術研究の進展によりこれらの事蹟は不確かなものになっている。
永禄3年（1560年）の上杉謙信（長尾景虎）が関東に侵攻した際は、「関東幕注文」の三番目にあることから、白井・惣社両長尾氏とともにいち早く上杉軍に応じて北条氏康と戦ったとみられる。
謙信は翌永禄4年（1561年）閏3月に鎌倉から上野国に帰陣するが、6月10日付近衛前嗣書状に謙信が病気であることが見えるほか、「箕輪」すなわち業正も病気であったとの記述がある。長純寺の記録によれば業正は永禄4年（1561年）6月21日に病死した（異説として11月22日）。『長野記』は没年を永禄3年とするが、『甲陽軍鑑』『箕輪軍記』などのとる永禄4年が正しいとみられる。享年63、異説として『名将言行録』では享年71。後を三男の業盛（氏業）が継いだ。
業正は長純寺の裏山に葬られたものの同寺は武田氏によって焼失、ほかに長年寺にも近世に作られたとみられる長野一族の墓（五輪塔）がある。長純寺の記録では戒名は「実相院殿一清長純大居士」で、生前入道して一盛斎を称したという。

## 遺言
死去する前、嫡男の業盛を枕元に呼び寄せて、「私が死んだ後、一里塚と変わらないような墓を作れ。我が法要は無用。敵の首を墓前に一つでも多く供えよ。敵に降伏してはならない。運が尽きたなら潔く討死せよ。それこそが私への孝養、これに過ぎたるものはない」と遺言したという（関八州古戦録）

## 系譜
父
- 長野憲業・信業・方業説がある。憲業と信業には同一人物説と兄弟説があり、同一人物説では父はそのまま憲業（信業）となる。一方、憲業・信業兄弟説では憲業が伯父で、業正の父は信業である。長野方業説では、憲業の没後に箕輪城主の系統交替（憲業系の没落）が発生したとされ、厩橋城主の長野賢忠が伯父で、業正の父は方業である[1]。

妻
- 沼田氏 - 吉業の母、沼田顕泰の娘か[29]。
- 保土田氏または里見河内守娘 - 業盛の母、系図によって異なる[29]。

息子
- 吉業
- 業盛（氏業）
- 新六郎 - 「長野家中覚書」に見える[30]。箕輪城落城時に死亡[31]。
- 正宣[要出典]
- 業朝[注釈 3]

娘
「浜川系図」によれば12人あったという。ただし城主の実名は記載されていない。比定は原則として『箕輪城と長野氏』に依拠した。また安中城主・安中景繁も業政の女婿であったという。
- 小幡城主・小幡信定室（長女）[注釈 4]
- 国峰城主・小幡景定室（次女）
- 忍城主・成田氏室（三女）
- 山名城主・木部定朝室（四女。長野姫）[34]
- 大戸城主・大戸左近兵衛室（五女）
- 和田城主・和田業繁室（六女）
- 倉賀野城主・金井景秀室（七女）[注釈 5]
- 羽根尾城主・羽尾氏室（八女）
- 浜川城主・藤井氏（箕輪長野家家老）室（九女）
- 厩橋城主・長野氏[注釈 6]室（十女）
- 板鼻鷹巣城主・依田氏[注釈 7]室（十一女）
- 室田鷹留城主・長野忠業室（十二女）

子孫
- 長野桂次郎
- 長野智子

## 家臣

### 長野四家老
- 下田正勝
- 内田頼信
- 大熊高忠
- 八木原信忠

### 長野一本槍
- 上泉信綱

### 長野十六槍
- 藤井友忠
- 白川満勝
- 大道寺信方
- 岸信保
- 青柳金王忠家
- 長野主膳
- 多比良守友
- 高山満重
- 白倉宗任
- 上田政広
- 倉賀照時
- 和田業繁
- 和田兵部介
- 後閑信純
- 長根左馬介
- 大戸豊後守

## 関連作品
テレビドラマ
- 『風林火山』（NHK大河ドラマ、2007年、演:小市慢太郎）

小説
- 今村翔吾『黄斑の文』（『戦国武将伝 東日本編』収録、2023年、PHP研究所）